# Rijckholt
Rijckholt (en limbourgeois Riêkelt) est un village situé dans la commune néerlandaise d'Eijsden-Margraten, dans la province du Limbourg. Le 1er janvier 2005, le village comptait 710 habitants.